# Екатерина Савойская
Екатерина Савойская (фр. Catherine de Savoie, нем. Katharina von Savoyen; 1296/1304 — 30 сентября 1336) — принцесса из Савойского дома, жена герцога Австрийского Леопольда I (4 августа 1290 — 28 января 1326).

## Биография
Екатерина была седьмой дочерью Амадея V Великого, графа Савойского (1249-1323) от второго брака с Марией Брабантской (1277/1280—1338), дочерью герцога Брабанта Жана I.
В связи со сближением Габсбургов с Люксембургами Амадей V искал союза с первыми. Брачный контракт 6-летней Екатерины с 20-летним Леопольдом I, герцогом Австрии и Штирии, был подписан 20 апреля 1310 года. Екатерину представляли ее родители. 26 мая 1315 в Базеле состоялась свадебная церемония. Екатерина активно участвовала в политике и поддерживала частые контакты с папой Иоанном XXII. 28 февраля 1326 она овдовела.
Местом упокоения Екатерины до 1770 года был францисканский монастырь Кёнигсфельден (современный город Виндиш в Швейцарии).  В 1770 году в рамках торжественной церемонии перезахоронения тел австрийских герцогов она была похоронена в церкви Аббатства Святого Власия в городе Санкт-Блазиен. После упразднения аббатства в Санкт-Блазиене в 1806 году ее тело было перенесено в церковь города Шпиталь-ам-Пирн, а в 1809 году – в крипту монастыря Святого Павла в Санкт-Пауль-им-Лафантталь в Каринтии.

## Брак и дети
В браке с Леопольдом I, герцогом Австрийским (4 августа 1290 — 28 января 1326) Екатерина родила двоих дочерей:
- Екатерина (1320—1349), замужем (1337) за Ангерраном VI де Куси, вторым браком (1348) за Конрадом, бургграфом Магдебурга
- Агнесса (1321—1392), замужем (1338) за Болеславом II Малым, князем Свидницким